# Giaime (rapper)
Giaime, pseudonimo di Giaime Mula (Milano, 29 giugno 1995), è un rapper italiano.

## Biografia
Nato a Milano, Giaime ha trascorso l'infanzia a Pescara, città natale della madre, fino al 2006, anno in cui ha fatto ritorno al capoluogo lombardo. Giaime ha iniziato il suo percorso nella musica a soli quattordici anni, quando ha iniziato la sua collaborazione di Zangherr e MastaRais; con quest'ultimo alla fine del 2011 ha pubblicato il brano Sulla linea del limite.
Tra il 2010 e il 2012, il rapper interpretò Ricky nella serie tv In tour e Young Caesar nel programma comico Sketch Up, entrambi in onda su Disney Channel. E anche tra il 2010 e il 2016 ha fatto parte della crew Zero2.
Nel 2013 ha pubblicato il suo primo album in studio, intitolato Blue Magic, su etichetta della Universal Music. Due anni dopo è stata la volta dell'EP intitolato Prima scelta. Nella stessa estate Giaime ha partecipato alla terza edizione del Summer Festival, dove ha gareggiato nella sezione giovani con il brano London Rain.
Nel 2017 ha conosciuto il produttore discografico Andry the Hitmaker, con il quale ha realizzato vari singoli e nel 2020 il suo secondo EP, Mula. Due dei suoi singoli del 2019, Fiori e Mi ami o no sono stati certificati disco di platino dalla FIMI, vendendo 70.000 unità a livello nazionale. Mi ami o no ha inoltre raggiunto la 14ª posizione della classifica Top Singoli.
L'anno successivo il singolo Parola, realizzato in collaborazione con Lazza ed Emis Killa, ha raggiunto il 14º posto nella classifica italiana e ha ottenuto un disco d'oro (35.000 vendite). Il brano è stato incluso nell'EP Mula, uscito il 14 febbraio 2020.
Nel 2021 ha pubblicato Figlio Maschio, il suo secondo album in studio, l'album è influenzato da suoni reggaeton e quasi punk rock e ha collaborazioni con artisti del calibro di Gué Pequeno, Jake La Furia, Rose Villain e Chadia Rodríguez.

## Discografia

### Album in studio
- 2013 – Blue Magic
- 2021 – Figlio maschio

### EP
- 2015 – Prima scelta
- 2020 – Mula

### Singoli
Come artista principale
- 2015 – After
- 2016 – Jay-Z & Beyoncé
- 2016 – Per tre
- 2017 – Gimmi Andryx 2017 prova 1
- 2017 – Gimmi Andryx 2017 prova 2
- 2017 – Gimmi Andryx 2017 prova 3
- 2017 – No Stuntman
- 2017 – Prima cosa bella
- 2018 – Cubetti di ghiaccio
- 2018 – Sesso tutta la vita
- 2018 – Gimmi Andryx 2018 prova 1
- 2018 – Gimmi Andryx 2018 prova 2
- 2018 – Regina e re
- 2018 – Timido
- 2018 – Finché fa giorno
- 2019 – Pioggia
- 2019 – Ricco (feat. Vegas Jones)
- 2019 – Fiori (feat. Lazza)
- 2019 – Mi ami o no (feat. Capo Plaza)
- 2019 – Mai (feat. Lele Blade e Fred De Palma)
- 2019 – Vodka
- 2020 – Niente (feat. Pyrex)
- 2020 – Iqos (feat. Ernia)
- 2020 – Parola (feat. Lazza e Emis Killa)
- 2020 – Chic (feat. Shiva)
- 2020 – Gimmi Andryx 2020
- 2021 – Soli (feat. Rose Villain)
- 2021 – Quando
- 2022 – Come se nulla fosse (feat. Pablo CT1)
- 2023 – Storia
- 2023 – Diamanti
- 2024 – Instabile
- 2024 – Giungla
- 2024 – Santorini
- 2024 – Fammi sorridere
- 2024 – Volevo dirti

Come artista ospite
- 2018 – Quanto freddo fa (Nashley feat. Giaime)
- 2019 – Glock (Dark Polo Gang feat. DrefGold e Giaime)
- 2020 – Mari (Ensi feat. Giaime)
- 2020 – Triste (Blind feat. Giaime)

### Collaborazioni
- 2019 – No selfie (Lazza feat. Giaime)
- 2019 – In piazza (Junior Cally feat. Giaime)
- 2020 – Mi conosci (Ntò feat. Giaime)
- 2020 – Gostoso (Nitro feat. Giaime)
- 2020 – Disoriental Express (Bresh feat. Giaime)
- 2020 – Ulala (Vegas Jones feat. Giaime e Nicola Siciliano)
- 2020 – Che ore sono (CoCo feat. Giaime)
- 2021 – Mare (Tredici Pietro & Andry The Hitmaker feat. Giaime)
- 2023 – Ex (Shade feat. Vegas Jones e Giaime)

### Con la Zero2
- 2014 – Zero2 EP

## Filmografia

### Televisione
- In tour, serie TV (2011–2012)

## Televisione
- Sketch Up, Disney XD (2010)
- Invisible but True, Disney XD (2012) - conduttore
- Summer Festival, Canale 5 (2015) - concorrente